# Kunst im öffentlichen Raum in Altena
Kunst im öffentlichen Raum in Altena umfasst öffentlich zugängliche Plastiken, Skulpturen, Brunnen, Wandmalereien, Mosaike und Graffiti im Gebiet der sauerländischen Stadt Altena. Die nachstehende Liste von Kunstwerken im öffentlichen Raum ist nicht vollständig. Sie wird kontinuierlich ergänzt.

## Liste
| Bild           | Titel/Bezeichnung          | Standort                                                          | Künstler                              | Entstehung | Anmerkungen |
| -------------- | -------------------------- | ----------------------------------------------------------------- | ------------------------------------- | ---------- | --- |
| weitere Bilder | Gustav-Selve-Denkmal       | Am Selvendenkmal Lage                                             |                                       | 1911       | Denkmalgeschützte Anlage zum Gedenken an den Großindustriellen Gustav Selve (1842–1909)                                                                           |
| weitere Bilder | Drahtzieher (Zögerdenkmal) | Mittlere Brücke (Jägerplatz) Lage                                 | Peter Klassen                         | 1984       | Von den Bürgern der Stadt Altena gestiftete Plastik |
| weitere Bilder | Pott-Jost-Denkmal          | Pott-Jost-Brücke Lage                                             | Peter Klassen                         | 1988       | Denkmal zur Erinnerung an Pott Jost, der der Legende nach eigentlich mit steinernen Töpfen handelte, aber in Altena aus Drahtabfällen eine große Erfindung machte |
| weitere Bilder | Goethe-Statue              | Lennestraße 93 Lage                                               | Peter Klassen                         | 1991       | Kupferskulptur, die Johann Wolfgang von Goethe darstellen soll |
| weitere Bilder | Drahtbaum-Allee            | Lenneuferstraße Lage                                              | Brüder Berthold                       | 2000       | Drahtskulpturen, die Altenas Verbindung zum Draht und gleichzeitig zur Natur symbolisieren sollen                                                                 |
| weitere Bilder | Richard-Schirrmann-Denkmal | Kirchstraße Lage                                                  |                                       | 2003       | Denkmal für Richard Schirrmann, den Gründer des Deutschen Jugendherbergswerkes                                                                                    |
|                | Draht umspannt die Welt    | Hagener Straße/Linscheidstraße/Bahnhofstraße (Selve-Kreisel) Lage | Ulrike Betzler-Hüttemeister (Entwurf) | 2007–2009  | Kunst im Kreisverkehr: Skulptur aus rostfreiem Edelstahl, 1700 kg schwer, 3,50 m Durchmesser                                                                      |
|                | Ziegelsteinskulptur        | Weyhe-Park an der Burg Altena                                     | Hannes Forster                        | 2015       | Das Kunstwerk soll einen Bezug auf die Stützpfeiler und Bögen der Burgmauern herstellen.                                                                          |